# Dionýz Štúr
Dionýz Štúr vagy Dionýs Štúr, magyarosan: Stúr Dénes (Beckó, 1827. április 5. – Bécs, 1893. október 10.) szlovák botanikus, geológus és paleontológus, földtani intézeti igazgató. Botanikai szakmunkákban nevének rövidítése: „Stur”.

## Élete
Modorban és a Pozsonyi Evangélikus Líceumban végezte középiskolai tanulmányait. Selmecbányán is tanult; a matematika-kémiai és természettani szakot a bécsi politechnikumon hallgatta és 1850-ben a bécsi földtani intézetnél tisztviselő, 1857-ben aligazgató, 1878-ban igazgató lett. Számos botanikai és paleontólogiai értekezést írt.

## Művei
- Über die Köffener Schichten im nordwestl. Ungarn. Wien, 1860.
- Beiträge zur Kenntniss der Dias- und Steinkohlenvorkommnisse im Gebiete der Herrschaft Halmágy. Uo. 1868.
- Die Braunkohlen-vorkommnisse im Gebiete der Herrschaft Budafa. Uo. 1869.
- Beiträge zur Kenntniss der Dias- und Steinkohlenformation im Banate. Uo. 1870.
- Geologie der Steiermark. Graz, 1871.
- Die Kulmflora des mährischen Dachschiefers. Wien, 1875, sat.